# Strong (Maine)
Strong ist eine Town im Franklin County des Bundesstaates Maine in den Vereinigten Staaten. Im Jahr 2020 lebten dort 1122 Einwohner in 648 Haushalten auf einer Fläche von 74,95 km².

## Geografie
Nach dem United States Census Bureau hat Strong eine Gesamtfläche von 74,95 km², von denen 73,43 km² Land sind und 1,52 km² aus Gewässern bestehen.

### Geografische Lage
Strong liegt im Südosten des Franklin Countys.  Der Sandy River, ein Nebenfluss des Kennebec Rivers, fließt von Westen kommend zentral und dann in südlicher Richtung durch das Gebiet der Town. Im Nordosten grenzt der Porter Lake an, in dessen Nähe sich der Taylor Hill Pond befindet. Die Oberfläche ist hügelig, die höchste Erhebung ist der 440 m hohe Hunter Mountain.

### Nachbargemeinden
Alle Entfernungen sind als Luftlinien zwischen den offiziellen Koordinaten der Orte aus der Volkszählung 2010 angegeben.
- Norden: East Central Franklin, Unorganized Territory, 19,2 km
- Osten: New Vineyard, 11,0 km
- Süden: Farmington, 8,5 km
- Südwesten: Temple, 7,7 km
- Nordwesten: Avon, 11,1 km

### Stadtgliederung
In Strong gibt es mehrere Siedlungsgebiete: Jacks Shanty (Ehemalige Eisenbahnstation), Maplewood (Ehemalige Eisenbahnstation), Porter's Mills (Ehemaliger Standort eines Postamtes), South Strong und Strong.

### Klima
Die mittlere Durchschnittstemperatur in Strong liegt zwischen −11,1 °C (12 °Fahrenheit) im Januar und 18,3 °C (65 °Fahrenheit) im Juli. Damit ist der Ort gegenüber dem langjährigen Mittel der USA um etwa 9 Grad kühler. Die Schneefälle zwischen Oktober und Mai liegen mit bis zu zweieinhalb Metern mehr als doppelt so hoch wie die mittlere Schneehöhe in den USA; die tägliche Sonnenscheindauer liegt am unteren Rand des Wertespektrums der USA.

## Geschichte

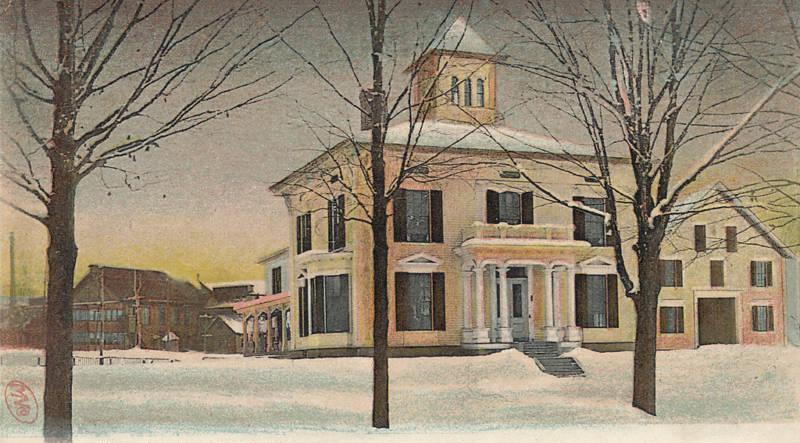
Hotel Strong (1905)

Das Gebiet der späteren Town Strong wurde 1784 besiedelt. William Read war einer der ersten Siedler. Er stammte aus Nobleboro in Maine. Der Grant für dieses Gebiet wurde durch den Bundesstaat Massachusetts, zu dem Maine bis 1820 gehörte, an eine Gruppe verkauft, zu der Read gehörte und der auch als Agent der Gruppe diente.
Zunächst wurde das Gebiet als Township No. 3, First Range North of Plymouth Claim, West of Kennebec River (T3 R1 NPC WKR), dann als Sandy River Middle Township, später als Middle Town (Middletown) und Reads Town (Readstown, Reedstown) bezeichnet. Als das Gebiet als Town organisiert wurde, bekam es den Namen Strong nach Caleb Strong, der zu dem Zeitpunkt amtierender Gouverneur von Massachusetts war.
Thomas Hunter baute 1813 eine Holzmühle und bald darauf eine Getreidemühle in Strong und William Pottle baute die erste Gerberei. Nachdem 1828 eine Brücke über den Sandy River gebaut wurde, erreichten Postkutschen Strong.
Mit der Franklin and Megantic Railway erreichte die Schmalspurbahn Strong im Jahr 1884 und verknüpfte sie mit der Bahnstrecke Strong–Bigelow. Die Strecke wurde 1935 stillgelegt. Die Bahnstrecke Farmington–Marbles führte über South Strong. Sie wurde ebenfalls 1935 stillgelegt.
Durch den Anschluss an das Eisenbahnnetz erlebte Strong einen industriellen Aufschwung. Diverse Fabriken entstanden, zudem eine Ziegelmühle und ein Sägewerk. Aber auch Touristen erreichten das Gebiet.

### Einwohnerentwicklung
| Volkszählungsergebnisse – Town of Strong, Maine | Volkszählungsergebnisse – Town of Strong, Maine | Volkszählungsergebnisse – Town of Strong, Maine | Volkszählungsergebnisse – Town of Strong, Maine | Volkszählungsergebnisse – Town of Strong, Maine | Volkszählungsergebnisse – Town of Strong, Maine | Volkszählungsergebnisse – Town of Strong, Maine | Volkszählungsergebnisse – Town of Strong, Maine | Volkszählungsergebnisse – Town of Strong, Maine | Volkszählungsergebnisse – Town of Strong, Maine | Volkszählungsergebnisse – Town of Strong, Maine |
| Jahr                                            | 1800                                            | 1810                                            | 1820                                            | 1830                                            | 1840                                            | 1850                                            | 1860                                            | 1870                                            | 1880                                            | 1890                                            |
| ----------------------------------------------- | ----------------------------------------------- | ----------------------------------------------- | ----------------------------------------------- | ----------------------------------------------- | ----------------------------------------------- | ----------------------------------------------- | ----------------------------------------------- | ----------------------------------------------- | ----------------------------------------------- | ----------------------------------------------- |
| Einwohner                                       |                                                 | 424                                             | 862                                             | 985                                             | 1109                                            | 1008                                            | 754                                             | 634                                             | 596                                             | 627                                             |
| Jahr                                            | 1900                                            | 1910                                            | 1920                                            | 1930                                            | 1940                                            | 1950                                            | 1960                                            | 1970                                            | 1980                                            | 1990                                            |
| Einwohner                                       | 637                                             | 720                                             | 779                                             | 878                                             | 1007                                            | 1036                                            | 976                                             | 1132                                            | 1506                                            | 1217                                            |
| Jahr                                            | 2000                                            | 2010                                            | 2020                                            | 2030                                            | 2040                                            | 2050                                            | 2060                                            | 2070                                            | 2080                                            | 2090                                            |
| Einwohner                                       | 1259                                            | 1213                                            | 1122                                            |                                                 |                                                 |                                                 |                                                 |                                                 |                                                 |                                                 |

## Kultur und Sehenswürdigkeiten

### Bauwerke
In Strong wurden drei Bauwerke unter Denkmalschutz gestellt und ins National Register of Historic Places aufgenommen.
- Die McCleary Farm wurde 1989 unter der Register-Nr. 89000253 aufgenommen.
- Das Porter-Bell-Brackley Estate wurde 1980 unter der Register-Nr. 80000218 aufgenommen.
- Das Ora Blanchard House wurde 1980 unter der Register-Nr. 80000215 aufgenommen.

## Wirtschaft und Infrastruktur

### Verkehr
Die Maine State Route 4 und Maine State Route 149 verlaufen in nordsüdlicher Richtung durch das Gebiet der Town. Beide folgen dem Verlauf des Sandy Rivers und schwenken im Bereich des Villages Strong in westlicher Richtung aus der Town. Aus Richtung Osten kommend mündet die Maine State Route 234 im Village Strong auf der Route 149 und aus Richtung Norden stößt die Maine State Route 145 auf die Route 149.

### Öffentliche Einrichtungen
In Strong gibt es ein Gesundheitszentrum. Das Strong Area Health and Dental Center ist auch für die Bewohner der benachbarten Gebiete als Gesundheitszentrum nutzbar.
Strong besitzt eine eigene Bücherei. Die Strong Public Library befindet sich in der Main Street.

### Bildung
Strong gehört zusammen mit Avon, Kingfield und Phillips zur Regional School Union 58/Maine School Administrative District 58.
Im Schulbezirk werden folgende Schulen angeboten:
- Mount Abram High School in Salem Township im Unorganized Territory East Central Franklin
- Kingfield Elementary School in Kingfield
- Phillips Elementary School in Phillips
- Strong Elementary School in Strong
- Spruce Mountain High School in Jay

## Persönlichkeiten

### Söhne und Töchter der Stadt
- Elizabeth Akers Allen (1832–1911), Schriftstellerin
- Ben C. Eastman (1812–1856),  Politiker